# Louise Labé

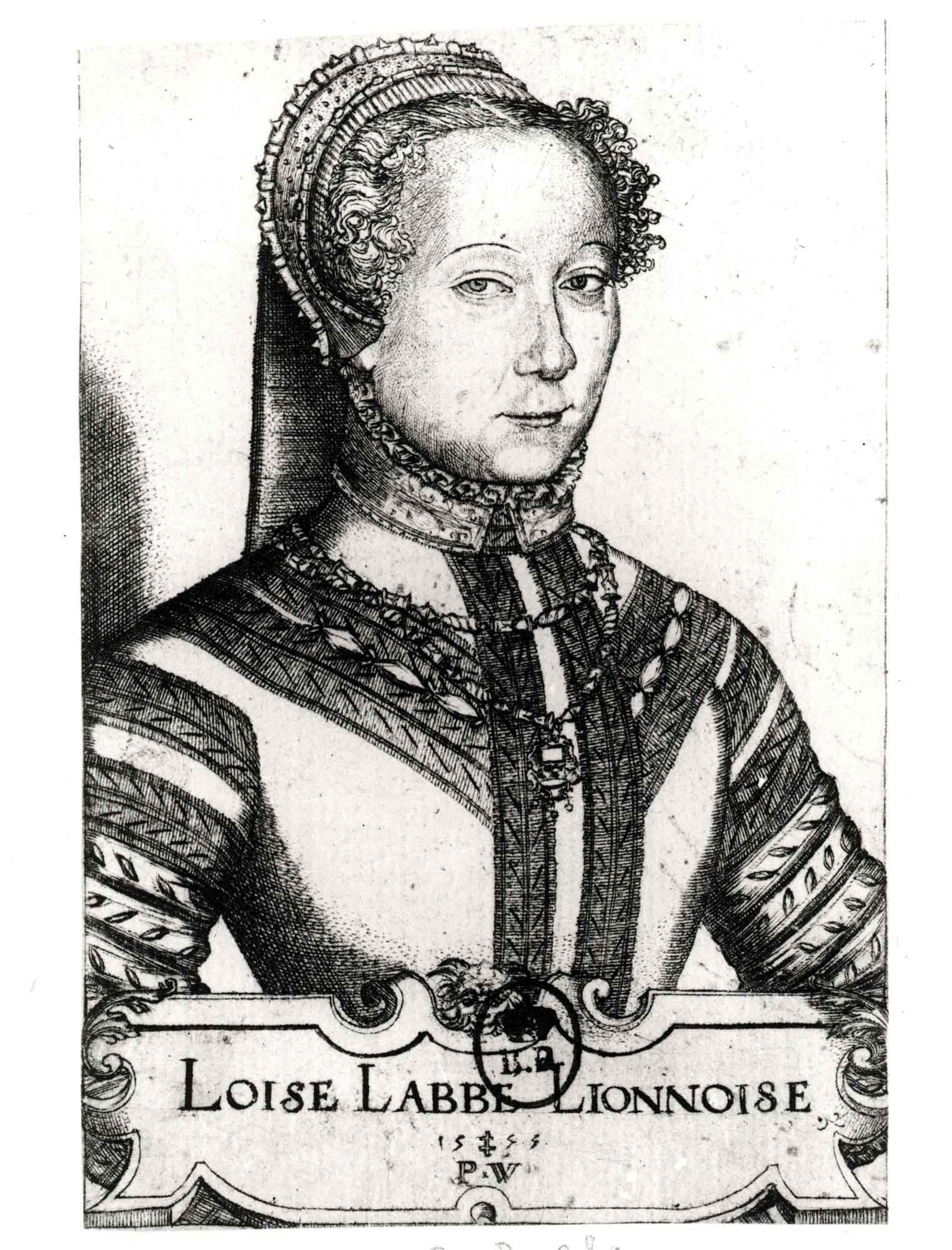
Louise Labbé.

Louise Labé, nacida Louise Charly (Lyon, 1524 o 1525-Parcieux-en-Dombes, 25 de abril de 1566), fue una poeta francesa perteneciente a la Escuela Lionesa del Renacimiento. Fue conocida también bajo los sobrenombres de la "Safo de Lyon", "la Ninfa del Ródano" y "la Bella Cordelera" (La Belle Cordière), por ser hija de un rico cordelero y estar casada con otro miembro del gremio, el fabricante de ropa Ennemond Perrin.

## Vida
Es innegable que colaboró con sus contemporáneos, sobre todo con Olivier de Magny y Jacques Pelletier du Mans, con los que se agrupó en el taller del impresor Jean de Tournes, y que, instruida en latín, italiano y música, en su casa, donde acumuló gracias a la fortuna de su marido una rica biblioteca en varios idiomas, se reunía lo más selecto de la época. Poseía unos jardines espaciosos cerca de la plaza Bellecour, donde practicaba la equitación sin montar, sin embargo, su caballo como las mujeres, sino a la forma masculina.
Su padre, Pierre Charly, aprendiz de cordelero, se casó hacia 1493 en primeras nupcias con la viuda de un próspero cordelero, Jacques Humbert, llamado Labé o L'Abbé. Para asegurar su presencia en esta profesión, él tomó para sí el sobrenombre del primer marido de su mujer y se hizo llamar Pierre Labé. A la muerte de su primera mujer, Pierre Charly, alias Pierre Labé, se volvió a casar con una tal Etiennette Roybet y de este segundo matrimonio habría nacido Louise Labbé. Ella habría tomado así también el sobrenombre o pseudónimo de su padre y se llamó Louise Labbé.
Recibió una buena educación en una escuela conventual donde habría aprendido latín, italiano y música y entre 1543 y 1545 se casó con Ennemond Perrin, un fabricante de ropa. En 1564 una epidemia diezmó a sus amigos y ella misma pereció en 1566 y fue enterrada en una propiedad suya a las afueras de Lyon.
Escribió sus Obras en una época en la que la producción poética era abundante y en la que se crean las bases teóricas de (Du Bellay, Defensa e ilustración de la lengua francesa, 1549) y en la que se sitúa (con Ronsard, Olivier de Magny, Pontus de Tyard) bajo el modelo de Petrarca y de los clásicos (Catulo, Horacio y otros muchos) o contra ellos. En Louise Labbé, vemos en especial la influencia de Ovidio al que, como el resto de sus contemporáneos, conoce muy bien, tanto Las Metamorfosis como las obras elegíacas (las elegías de Louise Labbé parecen tener influencia de las Heroidas).
También su cultura es renacentista e italiana: el Debate parece tener influencias en el modelo que presenta de locura del Elogio de la locura de Erasmo de Róterdam. Además, afirma su italianismo cultural por medio de un soneto italiano o reescribiendo a su manera (como muchos de sus contemporáneos) uno de los más conocidos sonetos de Petrarca (aquel que empieza con Solo e pensoso). No en vano recibió una refinada educación influida por las modas que venían de Italia.
Toma partido enérgicamente contra el modo en que Jean de Meung termina el Roman de la Rose que había iniciado Guillaume de Lorris, al pasar desde un ralto mítico y simbólico a descripciones mucho más cercanas e incluso claramente misóginas. No tendrá éxito: la obra completada por Jean de Meung se convierte en lo que hoy llamaríamos un best-seller.
Creó club literario donde invitaba a las mujeres a escribir. 
Se dispone de tan pocos datos documentales sobre su vida que se ha especulado muchísimo sobre su biografía, hasta el punto de que diversos delirios críticos la han supuesto "Louise Labbé caballero", "Louise Labbé lesbiana", "Louise Labbé prostituta", etc. y se ha llegado a pensar que no tuvo existencia real, ya que hay un grupo de críticos (Mireille Huchon y Marc Fumaroli en especial) que piensa su creación fue una superchería tramada por un famoso grupo de poetas que desarrolló su actividad en Lyon durante el Renacimiento en torno a Maurice Scève y Pernette du Guillet, la hoy llamada Escuela Lionesa, pese a que nunca haya constituido un grupo organizado como lo era la Pléyade.

## Obra
La obra de Louise Labbé, escasa en cuanto a cantidad, consta de dos textos en prosa: un prefacio feminista a sus obras en que urge a las mujeres a escribir y que está dedicado a la joven noble lionesa Clemence de Bourges, y una alegoría dramática en prosa titulada Débat de Folie et d'Amour (Debate entre la Locura y el Amor), inspirada en el Elogio de la locura de Erasmo, que fue la más popular de sus obras en el seiscientos, inspiró una de las fábulas de Jean de la Fontaine y fue traducido al inglés por Robert Greene en 1584. En verso, tres Elegías al estilo de las Heroidas o "Heroínas" de Ovidio y veinticuatro Sonetos muy conocidos, que por primera vez desde tiempos de Safo) cantan la pasión de una mujer en los moldes del Neoplatonismo y el Petrarquismo y destacan por su franca eroticidad. Son estos sonetos - ilustrados por el pintor Enrique Sobisch (Colección Alción, 1961) - sus obras más celebradas en la actualidad y fueron traducidos al alemán por Rainer Maria Rilke. Su amor por el poeta Olivier de Magny inspira gran parte de sus composiciones líricas y emana autenticidad y apasionamiento en la expresión del sentimiento amoroso, así como un acentuado sensualismo que la convirtieron en representante del erotismo poético (se la llamó la Safo lionesa).
En español, la editorial venezolana El Perro y la rana publicó en 2010 Obra poética, una selección de sus textos realizada por Gabriel Rodríguez (que también es el traductor y prologuista).